# 中國山 (喬治亞州)
中國山（英語：China Hill）是位於美國喬治亞州特爾費爾縣的一個非建制地區。該地的面積和人口皆未知。

## 地理
中國山的座標為31°51′11″N 83°05′04″W / 31.85306°N 83.08444°W，而該地的平均海拔高度為74米（即243英尺）。